# Croacia en los Juegos Europeos de Cracovia 2023
Croacia participó en los Juegos Europeos de Cracovia 2023 con un equipo de 131 deportistas. Responsable del equipo nacional fue el Comité Olímpico Croata.

## Medallistas
El equipo de Croacia obtuvo las siguientes medallas:
| Nombre           | Deporte    | Competición             |
| ---------------- | ---------- | ----------------------- |
| Oro              |            |                         |
| Anđelo Kvesić    | Karate     | Kumite +84 kg M         |
| Ivan Šapina      | Taekwondo  | –87 kg M                |
| Lena Stojković   | Taekwondo  | –46 kg F                |
| Ivana Duvančić   | Taekwondo  | –53 kg F                |
| Equipo           | Tiro       | Foso por equipo M       |
| Plata            |            |                         |
| Filip Mihaljević | Atletismo  | Peso M                  |
| Gabrijel Veočić  | Boxeo      | Medio (80 kg) M         |
| Lovre Brečić     | Taekwondo  | –63 kg M                |
| Equipo           | Tiro       | Rifle 10 m por equipo M |
| Bronce           |            |                         |
| Antonija Zec     | Kickboxing | Full contact –70 kg F   |
| Paško Božić      | Taekwondo  | –87 kg M                |
| Kristina Tomić   | Taekwondo  | –57 kg F                |
| Nika Klepac      | Taekwondo  | –73 kg F                |